# مالیندی، کنیا
مالیندی (به انگلیسی: Malindi) شهری در استان ساحلی واقع در کشور کنیا است که در سال ۱۹۹۹ میلادی ۵۳٫۸۰۵ نفر جمعیت داشته و جمعیت آن در سال ۲۰۰۵ میلادی به ۶۷٫۳۴۴ نفر رسیده‌است.